# Saison 2 de Murder
Chronologie
Saison 1 Saison 3
Cet article présente le guide des épisodes de la deuxième saison série télévisée américaine Murder (How to Get Away With Murder).

## Diffusion

### Canada
Au Canada, la saison a été diffusée en simultané sur le réseau CTV, dû aux différences de fuseau horaire dans les provinces de l'Atlantique, elle a été diffusée trois heures en avance sur les stations atlantiques de CTV, même avant la diffusion aux Etats-Unis. 

### France
En France, la série a commencé sa diffusion sur M6 avec les cinq premiers épisodes le jeudi 1er décembre 2016 à 21h, mais les audiences sont catastrophiques.
Malgré les mauvaises audiences, la réglementation de la SEPM (Syndicat des éditeurs de la presse magazine) oblige la chaîne à laisser la série au moins deux semaines à l'antenne. M6 programme donc les cinq épisodes suivants le jeudi 8 décembre 2016 toujours à 21h, mais les audiences baissent encore.
Le vendredi 9 décembre 2016, M6 annonce sans surprise, la déprogrammation de la série. Les cinq derniers épisodes ont été disponibles sur 6play le jeudi 15 décembre 2016 dès 21h. Mais la chaîne a finalement diffusé ces épisodes dans la nuit du jeudi 15 au vendredi 16 décembre 2016 entre 2h30 et 6h du matin en catimini.

## Distribution

### Acteurs principaux
- Viola Davis (VF : Maïk Darah) : Annalise Keating
- Billy Brown (VF : Gilles Morvan) : Nate Lahey
- Alfred Enoch (VF : Pascal Nowak) : Wes Gibbins
- Jack Falahee (VF : Sébastien Desjours) : Connor Walsh
- Aja Naomi King (VF : Fily Keita) : Michaela Pratt
- Matt McGorry (VF : Damien Ferrette) : Asher Millstone
- Karla Souza (VF : Sylvie Jacob) : Laurel Castillo
- Charlie Weber (VF : Raphaël Cohen) : Franck Delfino
- Liza Weil (VF : Caroline Pascal) : Bonnie Winterbottom

### Acteurs récurrents et invités
- Conrad Ricamora (VF : Stéphane Fourreau) : Oliver Hampton (13 épisodes)
- Katie Findlay (VF : Jessica Monceau) : Rebecca Sutter (épisode 1)
- Sarah Burns (VF : Caroline Victoria) : Emily Sinclair (épisodes 1 à 9)
- Kendrick Sampson (en)[7] (VF : Diouc Koma) : Caleb Hapstall (13 épisodes)
- Amy Okuda[8] : Catherine Hapstall (11 épisodes)
- Famke Janssen[9] (VF : Laura Blanc) : Eve Rothlow (6 épisodes)
- Matt Cohen (VF : Stanislas Forlani) : Levi Wescott[10] (épisodes 2 à 5)
- John Posey : Bill Millstone (5 épisodes)
- Sherri Saum[11] (VF : Véronique Picciotto) : Tanya (épisode 3)
- Enuka Okuma (VF : Pascale Vital) : Nia Lahey, femme de Nate (épisode 4)
- Armani Jackson : Wes, jeune[12]
- Jefferson White (VF : Laurent Maurel) : Philip Boden[13] (7 épisodes)
- Kelsey Scott (VF : Chantal Baroin) : Rose (épisodes 10 à 14)
- Cristine Rose : Judge Wenona Sansbury (épisode 10)
- Tom Verica (VF : Pascal Germain) : Sam Keating (en flashback) (épisodes 11, 12, 14 et 15)
- Adam Arkin : Wallace Mahoney[14] (épisodes 12 à 15)
- Wilson Bethel (VF : Benjamin Gasquet) : Charles Mahoney[14] (épisode 12)
- Roxanne Hart : Sylvia Mahoney[14] (épisode 12)
- Cicely Tyson (VF : Anne Jolivet) : Ophelia Harkness, mère d'Annalise (épisodes 14 et 15)
- Gwendolyn Mulamba (VF : Annie Milon) : Célestine (épisode 15)

## Épisodes

### Épisode 1:Parricide
- États-Unis /  Canada : 24 septembre 2015 sur ABC[15] / CTV[16]
- France : 1er décembre 2016 sur M6[17]
- Belgique : 7 août 2018 sur RTL TVI

- États-Unis : 8,38 millions de téléspectateurs[18] (première diffusion)
- Canada : 1,877 million de téléspectateurs[19] (première diffusion + différé 7 jours)
- France : 1,058 million de téléspectateurs[20] (première diffusion)

- Famke Janssen (Eve)
- Steven Culp (Victor Leshner)
- Joan McMurtrey (Helena Hapstall)
- Kendrick Sampson (Caleb Hapstall)
- Amy Okuda (Catherine Hapstall)

### Épisode 2:Chasse aux sorcières
- États-Unis /  Canada : 1er octobre 2015 sur ABC / CTV
- France : 1er décembre 2016 sur M6
- Belgique : 14 août 2018 sur RTL-TVI

- États-Unis : 7,53 millions de téléspectateurs[21] (première diffusion)
- Canada : 1,76 million de téléspectateurs[22] (première diffusion + différé 7 jours)
- France : 667 000 téléspectateurs[20] (première diffusion)

- Famke Janssen (Eve Rothlow)
- Matt Cohen (Levi Wescott)
- Amy Okuda (Catherine Hapstall)
- Kendrick Sampson (Caleb Hapstall)

### Épisode 3:La Position de la pieuvre
- États-Unis /  Canada : 8 octobre 2015 sur ABC / CTV
- France : 1er décembre 2016 sur M6
- Belgique : 14 août 2018 sur RTL-TVI

- États-Unis : 7,22 millions de téléspectateurs[23] (première diffusion)
- Canada : 1,853 million de téléspectateurs[24] (première diffusion + différé 7 jours)
- France : 512 000 téléspectateurs[20] (première diffusion)

- Jeff Doucette (George Danvers)
- Bonita Friedericy (Sandra Guthrie)
- Amy Okuda (Catherine Hapstall)
- Kendrick Sampson (Caleb Hapstall)
- Matt Cohen (Levi Wescott)
- Sherri Saum (Tanya Randolph)

### Épisode 4:L'Arroseur arrosé
- États-Unis /  Canada : 15 octobre 2015 sur ABC / CTV
- France : 1er décembre 2016 sur M6
- Belgique : 21 août 2018 sur RTL-TVI

- États-Unis : 6,81 millions de téléspectateurs[25] (première diffusion)
- Canada : 1,802 million de téléspectateurs[26] (première diffusion + différé 7 jours)
- France : 347 000 téléspectateurs[20] (première diffusion)

- Sarah Burns (Emily Sinclair)
- Enuka Okuma (Nia Lahey)
- John Posey (William Millstone)
- Karina Logue (Rita Kaplan)
- Amy Okuda (Catherine Hapstall)
- Kendrick Sampson (Caleb Hapstall)

### Épisode 5:Le Secret de Bonnie
- États-Unis /  Canada : 22 octobre 2015 sur ABC / CTV
- France : 2 décembre 2016 sur M6
- Belgique : 21 août 2018 sur RTL-TVI

- États-Unis : 6,95 millions de téléspectateurs[27] (première diffusion)
- Canada : 1,812 million de téléspectateurs[28] (première diffusion + différé 7 jours)
- France : 210 000 téléspectateurs[20] (première diffusion)

- Sarah Burns (Emily Sinclair)
- Conrad Ricamora (Oliver Hampton)
- April Grace (Renee Garret)
- Joan McMurtrey (Helena Hapstall)
- Simon Kassianides (Bruno Mancini)

### Épisode 6:Cartes sur table
- États-Unis /  Canada : 29 octobre 2015 sur ABC / CTV
- France : 8 décembre 2016 sur M6
- Belgique : 28 août 2018 sur RTL-TVI

- États-Unis : 6,27 millions de téléspectateurs[29] (première diffusion)
- Canada : 1,738 million de téléspectateurs[30] (première diffusion + différé 7 jours)
- France : 998 000 téléspectateurs[31] (première diffusion)

- Alexandra Billings (Jill Hartford)
- Conrad Ricamora (Oliver Hampton)
- Kendrick Sampson (Caleb Hapstall)
- Amy Okuda (Catherine Hapstall)
- Rick Peters (Clay Irvin)

### Épisode 7:Au bord du gouffre
- États-Unis /  Canada : 5 novembre 2015 sur ABC / CTV
- France : 8 décembre 2016 sur M6
- Belgique : 28 août 2018 sur RTL-TVI

- États-Unis : 6,49 millions de téléspectateurs[32] (première diffusion)
- Canada : 1,508 million de téléspectateurs[33] (première diffusion + différé 7 jours)
- France : 613 000 téléspectateurs[31] (première diffusion)

- Famke Janssen (Eve)
- Jefferson White (Philip Jessup)
- Judith Moreland (Virginia Wilder)
- Colby French (Barrett Nelson)
- Eric Lutes (Dale Madden)
- Susan Walters (Sharon Tidwell)
- Anna Belknap (Brenda)

### Épisode 8:Sur écoute
- États-Unis /  Canada : 12 novembre 2015 sur ABC / CTV
- France : 8 décembre 2016 sur M6
- Belgique : 4 septembre 2018 sur RTL-TVI

- États-Unis : 6,71 millions de téléspectateurs[34] (première diffusion)
- Canada : 1,774 million de téléspectateurs[35] (première diffusion + différé 7 jours)
- France : [31] (première diffusion)

- Jefferson White (Philip Jessup)
- April Grace (Renee Garret)

### Épisode 9:La Gâchette facile
- États-Unis /  Canada : 19 novembre 2015 sur ABC / CTV
- France : 8 décembre 2016 sur M6
- Belgique : 4 septembre 2018 sur RTL-TVI

- États-Unis : 7,19 millions de téléspectateurs[36] (première diffusion)
- Canada : 1,763 million de téléspectateurs[37] (première diffusion + différé 7 jours)
- France : 288 000 téléspectateurs[31] (première diffusion)

- Jennifer Parsons (Lydia Millstone)
- Julie Dretzin (Alexandra Kim)
- Jefferson White (Philip Jessup)

### Épisode 10:Baby blues
- États-Unis /  Canada : 11 février 2016 sur ABC[38] / CTV
- France : 9 décembre 2016 sur M6
- Belgique : 11 septembre 2018 sur RTL-TVI

- États-Unis : 5,82 millions de téléspectateurs[39] (première diffusion)
- Canada : 1,337 million de téléspectateurs[40] (première diffusion + différé 7 jours)
- France : 166 000 téléspectateurs[31] (première diffusion)

- Benito Martinez (Todd Denver)
- Kendrick Sampson (Caleb Hapstall)
- Amy Okuda (Catherine Hapstall)
- Cristine Rose (Wenona Sansbury)
- Mary Pat Gleason (Robin Laforge)

### Épisode 11:La Fronde
- États-Unis /  Canada : 18 février 2016 sur ABC / CTV
- France : 15 décembre 2016 sur 6play
- Belgique : 11 septembre 2018 sur RTL-TVI

- États-Unis : 4,88 millions de téléspectateurs[41] (première diffusion)
- Canada : 1,381 million de téléspectateurs[42] (première diffusion + différé 7 jours)

- Paula Newsome (Joyce Robinson)
- Kendrick Sampson (Caleb Hapstall)
- Carlos Miranda (Jason Murray)
- Patricia Belcher (Corrine Stefano)
- Alexandra Metz (Melanie Dalton)

Wes va demander de l'aide dans un centre hospitalier pour avoir des somnifères mais se fait interner en psychiatrie pour ses dires. 

### Épisode 12:Le piège se referme
- États-Unis /  Canada : 25 février 2016 sur ABC / CTV
- France : 15 décembre 2016 sur 6play
- Belgique : 18 septembre 2018 sur RTL-TVI

- États-Unis : 4,88 millions de téléspectateurs[43] (première diffusion)
- Canada : 1,231 million de téléspectateurs[44] (première diffusion + différé 7 jours)

- Roxanne Hart (Sylvia Mahoney)
- Wilson Bethel (Charles Mahoney)
- Conrad Ricamora (Oliver Hampton)
- Kendrick Sampson (Caleb Hapstall)
- Amy Okuda (Catherine Hapstall)
- Kelsey Scott (Rose Edmond)

### Épisode 13:Le Couteau dans la plaie
- États-Unis /  Canada : 3 mars 2016 sur ABC / CTV
- France : 15 décembre 2016 sur 6play
- Belgique : 18 septembre 2018 sur RTL-TVI

- États-Unis : 4,53 millions de téléspectateurs[45] (première diffusion)
- Canada : 1,345 million de téléspectateurs[46] (première diffusion + différé 7 jours)

- Famke Janssen (Eve)
- Benito Martinez (Todd Denver)
- Kendrick Sampson (Caleb Hapstall)
- Jefferson White (Philip Jessup)
- Kelsey Scott (Rose Edmond)
- Alexandra Metz (Melanie Dalton)
- Adam Arkin (Wallace Mahoney)

### Épisode 14:L'Affaire Mahoney
- États-Unis /  Canada : 10 mars 2016 sur ABC / CTV
- France : 15 décembre 2016 sur 6play
- Belgique : 25 septembre 2018 sur RTL-TVI

- États-Unis : 4,80 millions de téléspectateurs[47] (première diffusion)
- Canada : 1,233 million de téléspectateurs[48] (première diffusion + différé 7 jours)

- Famke Janssen (Eve)
- Benito Martinez (Todd Denver)
- Emily Swallow (Lisa Cameron)
- Jefferson White (Philip Jessup)

### Épisode 15:Au royaume des cieux
- États-Unis /  Canada : 17 mars 2016 sur ABC / CTV
- France : 15 décembre 2016 sur 6play
- Belgique : 25 septembre 2018 sur RTL-TVI

- États-Unis : 5,29 millions de téléspectateurs[49] (première diffusion)
- Canada : 1,165 million de téléspectateurs[50] (première diffusion + différé 7 jours)

- Benito Martinez (Todd Denver)
- Kendrick Sampson (Caleb Hapstall)
- Amy Okuda (Catherine Hapstall)
- Jefferson White (Philip Jessup)
- Emily Swallow (Lisa Cameron)

## Audiences aux États-Unis
| N° d'épisode | Titre original                | Titre français            | Chaîne | Date de diffusion originale | Audience (en millions de téléspectateurs) | Pdm sur les 18-49 ans |
| ------------ | ----------------------------- | ------------------------- | ------ | --------------------------- | ----------------------------------------- | --------------------- |
| 1            | It's Time to Move On          | Parricide                 | ABC    | 24 septembre 2015           | 8.38                                      | 2.6                   |
| 2            | She's Dying                   | Chasse aux sorcières      | ABC    | 1er octobre 2015            | 7.53                                      | 2.3                   |
| 3            | It’s Called the Octopus       | La Position de la pieuvre | ABC    | 8 octobre 2015              | 7.22                                      | 2.2                   |
| 4            | Shanks Get Shanked            | L'Arroseur arrosé         | ABC    | 15 octobre 2015             | 6.81                                      | 2.0                   |
| 5            | Meet Bonnie                   | Le Secret de Bonnie       | ABC    | 22 octobre 2015             | 6.95                                      | 2.1                   |
| 6            | Two Birds, One Millstone      | Cartes sur table          | ABC    | 29 octobre 2015             | 6.27                                      | 1.8                   |
| 7            | I Want You to Die             | Au bord du gouffre        | ABC    | 5 novembre 2015             | 6.49                                      | 1.9                   |
| 8            | Hi, I’m Philip                | Sur écoute                | ABC    | 12 novembre 2015            | 6.71                                      | 1.9                   |
| 9            | What Did We Do?               | La Gâchette facile        | ABC    | 19 novembre 2015            | 7.19                                      | 2.3                   |
| 10           | What Happened To You Annalise | Baby blues                | ABC    | 11 février 2016             | 5.82                                      | 1.8                   |
| 11           | She Hates Us                  | La Fronde                 | ABC    | 18 février 2016             | 4.88                                      | 1.5                   |
| 12           | It's a trap !                 | Le piège se referme       | ABC    | 25 février 2016             | 4.88                                      | 1.5                   |
| 13           | Something Bad Happened        | Le Couteau dans la plaie  | ABC    | 3 mars 2016                 | 4.53                                      | 1.4                   |
| 14           | There's My Baby               | L'Affaire Mahoney         | ABC    | 10 mars 2016                | 4.80                                      | 1.4                   |
| 15           | Anna Mae                      | Au royaume des cieux      | ABC    | 17 mars 2016                | 5.29                                      | 1.4                   |